# Llista de caps d'estat d'Hongria

La Bandera d'Hongria

El Cap d'estat d'Hongria (hongarès: Magyar államfők) és el President d'Hongria.

## Presidents de la Primera República (1918-1919)

La Bandera de la Primera República (1918-1919)

| No. (Rep.) | Nom            | Títol                     | Inici                  | Fi                 | Partit |
| ---------- | -------------- | ------------------------- | ---------------------- | ------------------ | ------ |
| 1.         | Mihály Károlyi | President de la República | 16 de novembre de 1918 | 21 de març de 1919 | KP     |

## Caps d'estat de la República Soviètica (1919)

La Bandera de la República Soviètica (1919)

| No. (Rep.) | Nom           | Títol                     | Inici              | Fi                | Partit |
| ---------- | ------------- | ------------------------- | ------------------ | ----------------- | ------ |
| 2. (1.)    | Sándor Garbai | President de la República | 21 de març de 1919 | 1 d'agost de 1919 | MKP    |
| 3. (2.)    | Gyula Peidl   | President Interí          | 1 d'agost de 1919  | 6 d'agost de 1919 | Cap    |

## Govern provisional, Primera República abolida (1919-1920)

La Bandera de la Primera República ablida (1919-1920)

| No. (Rep.) | Nom                    | Títol                             | Inici                  | Fi                     | Partit |
| ---------- | ---------------------- | --------------------------------- | ---------------------- | ---------------------- | ------ |
| 1.         | Josep August d'Àustria | Regent                            | 6 d'agost de 1919      | 23 d'octubre de 1919   | Cap    |
| 2.         | István Friedrich       | President de la República abolida | 23 d'octubre de 1919   | 24 de novembre de 1919 | Cap    |
| 3.         | Károly Huszár          | President de la República abolida | 24 de novembre de 1919 | 1 de març de 1920      | Cap    |

## Caps d'estat de la Monarquia Restaurada (1920-1946)

La Bandera de la Monarquia Restaurada (1920-1946)

| No. (Rep.) | Nom            | Títol                   | Inici                | Fi                   | Partit |
| ---------- | -------------- | ----------------------- | -------------------- | -------------------- | ------ |
| 1.         | Miklós Horthy  | Cap d'Estat (No és rei) | 1 de març de 1920    | 15 d'octubre de 1944 | Cap    |
| 2.         | Ferenc Szálasi | Cap d'Estat             | 15 d'octubre de 1944 | 28 de març de 1945   | NP-HM  |
| 3.         | Béla Miklós    | Cap d'Estat             | 28 de març de 1945   | 2 de febrer de 1946  | Cap    |

## Presidents de la Segona República (1946-1949)

La Bandera de la Segona República (1946-1949)

| No. (Rep.) | Nom             | Títol                     | Inici               | Fi                 | Partit |
| ---------- | --------------- | ------------------------- | ------------------- | ------------------ | ------ |
| 4. (1.)    | Zoltán Tildy    | President de la República | 2 de febrer de 1946 | 2 d'agost de 1948  | FKGP   |
| 5. (2.)    | Árpád Szakasits | President de la República | 2 d'agost de 1948   | 26 d'abril de 1950 | MDP    |

## Presidents de laI República Popular(1949-1956)

La Bandera de la I República Popular (1949-1956)

| No.      | Nom          | Títol                              | Inici              | Fi                   | Partit |
| -------- | ------------ | ---------------------------------- | ------------------ | -------------------- | ------ |
| 6. (1.)  | Sándor Rónai | President del Consell Presidencial | 26 d'abril de 1950 | 14 d'agost de 1952   | MDP    |
| 7. (2.). | István Dobi  | President del Consell Presidencial | 14 d'agost de 1952 | 23 d'octubre de 1956 | MDP    |

## Presidents de laRevolució Hongaresa de 1956(1956)

La Bandera de la Revolució Hongaresa (1956)

| No.     | Nom         | Títol                              | Inici                | Fi                     | Partit |
| ------- | ----------- | ---------------------------------- | -------------------- | ---------------------- | ------ |
| 7. (1.) | István Dobi | President del Consell Presidencial | 23 d'octubre de 1956 | 10 de novembre de 1956 | MSZMP  |

## Presidents de laII República Popular(1956-1989)
| No.      | Nom                 | Títol                              | Inici                  | Fi                   | Partit |
| -------- | ------------------- | ---------------------------------- | ---------------------- | -------------------- | ------ |
| 7. (1.)  | István Dobi         | President del Consell Presidencial | 10 de novembre de 1956 | 13 d'abril de 1967   | MSZMP  |
| 8. (2.)  | Pál Losonczi        | President del Consell Presidencial | 13 d'abril de 1967     | 25 de juny de 1987   | MSZMP  |
| 9. (3.)  | Károly Németh       | President del Consell Presidencial | 25 de juny de 1987     | 29 de juny de 1988   | MSZMP  |
| 10. (4.) | Brunó Ferenc Straub | President del Consell Presidencial | 29 de juny de 1988     | 18 d'octubre de 1989 | Cap    |

## Presidents de la Tercera República (1989-actualitat)

La Bandera actual

| No.      | Nom           | Títol                            | Inici                | Fi                   | Partit |
| -------- | ------------- | -------------------------------- | -------------------- | -------------------- | ------ |
| -        | Mátyás Szűrös | President Interí de la República | 18 d'octubre de 1989 | 2 de maig de 1990    | MSZP   |
| 11. (1.) | Árpád Göncz   | President de la República        | 2 de maig de 1990    | 4 d'agost de 2000    | SZDSZ  |
| 12 (2)   | Ferenc Mádl   | President de la República        | 4 d'agost de 2000    | 5 d'agost de 2005    | Cap    |
| 13 (3)   | László Sólyom | President de la República        | 5 d'agost de 2005    | 6 d'agost de 2010    | Cap    |
| 14 (4)   | Pál Schmitt   | President de la República        | 6 d'agost de 2010    | 2 d'abril de 2012    | FIDESZ |
| -        | László Kövér  | President Interí de la República | 2 d'abril de 2012    | 10 de maig de 2012   | FIDESZ |
| 15 (5)   | János Áder    | President de la República        | 10 de maig de 2012   | 10 de maig de 2022   | FIDESZ |
| 16 (6)   | Katalin Novák | President de la Repúblic         | 10 de maig de 2022   | 26 de febrer de 2024 | FIDESZ |
| -        | László Kövér  | President Interí de la República | 26 de febrer de 2024 | 5 de març de 2024    | FIDESZ |
| 17 (7)   | Tamás Sulyok  | President de la República        | 5 de març de 2024    | actualitat           | Cap    |